# VAG Rounded

Conjunt de la família tipogràfica de la VAG Rounded Std. en Thin, Light, Bold i Black

Exemple d'aplicació de la família tipogràfica VAG Rounded Std.

Comparativa de la lletra i en caixa baixa, aplicant la tipografia de pal sec sans serif Futura, geomètrica sans serif VAG Rounded Std i amb serif Times

La família tipogràfica VAG Rundschrift (arrodonida, en alemany) o VAG Rounded (en anglès) està formada per lletres sans-serif o de pal sec geomètriques.

## Història
Va ser creada l'any 1979 pel dissenyador Gerry Barney de l'agència Sedley Place com a tipografia corporativa pel fabricant d'automòbils Volkswagen A.G. La seva principal característica és que tots els acabaments de les lletres són arrodonits i només en tenen alguns vèrtexs interiors sense arrodonir en alguns números i lletres en format de caixa alta (majúscules).
Des de 1990, la companyia Volkswagen va posar fi a l'ús exclusivament corporatiu d'aquesta tipografia, essent comercialitzada lliurement en l'actualitat a través de la companyia Adobe Systems.
L'ús corporatiu es limitava a les activitats no directament relacionades amb la venda de cotxes sinó només amb les de caràcter financer del Banc del grup VAG y VAG Leasing que tenien en comú les marques Volkswagen i Audi (aquesta marca pertany al grup Volkswagen des de 1964).
El disseny arrodonit d'aquesta família tipogràfica ve donat per la necessitat de diferenciar-se clarament les tipografies corporatives que utilitzaven les dos marques: Volkswagen utilitza la Futura (una família tipogràfica sans serif) y Audi utilitzava llavors la Times (una tipografia amb serif). La tipografia original es va dissenyar a mà sense l'ajuda d'ordinadors i va ser perfeccionada en el moment que van aparèixer els primers mini ordinadors PDP de la sèrie 8.
Un dels factors que ha popularitzat aquesta família tipogràfica ha estat el seu ús per part de la companyia Apple com a tipografia utilitzada en els seus teclats d'ordinador: des de 1999 en el seu ordinador portàtil iBook i en la resta d'ordinadors de sobretaula des de 2003.
Hi ha una certa tendència de l'ús de la família tipogràfica VAG Rounded pel disseny de logotips actuals d'empreses i productes per tal que siguin molt clars en l'àmbit del seu ús en Internet i per tal de transmetre una sensació d'un to amistós, càlid i còmode que trenqui una imatge d'un logotip fred empresarial (bons exemples serien el logotip del portal de compra on-line BuVip o la franquícia de matalassos Sonlab). Altres tipus de fonts utilitzades en aquesta línia són l'Helvetica Rounded, l'Arial Rounded i la FF Cocon.
L'any 2002 Michael Abbink va fer una adaptació de VAG Rounded anomenada GE Inspira creant una nova família tipogràfica per a la identitat gràfica de General Electric.

## Orígens tipogràfics
Des d'un punt de vista de construcció geomètrica de la VAG Rounded, els seus orígens tipogràfics s'han de remuntar primer a la creació l'any 1925 de tipografia Bauhaus de formes geomètriques simples i monòtones, creada per Herbert Bayer de l'escola alemanya Bauhaus. I posteriorment, a la creació l'any 1927 de la tipografia Futura creada per Paul Renner, també de formes geomètriques però amb correccions visuals que milloren el seu rendiment visual.

## Característiques principals de la tipografia
- Tipografia de pal sec sense serifa.
- Acabament arrodonit dels troncs verticals i horitzontals.
- Disseny tipogràfic partint de formes geomètriques corregides visualment.
- Acabament arrodonit de totes les astes ascendents i descendents.